# Hyphoporus kempi
Hyphoporus kempi is een keversoort uit de familie waterroofkevers (Dytiscidae). De wetenschappelijke naam van de soort is voor het eerst geldig gepubliceerd in 1936 door Gschwendtner.